# Fritz Diederichs
Fritz Diederichs (* 15. Februar 1913 in Dortmund; † 28. Januar 2000 ebenda) war ein deutscher Radrennfahrer.
Fritz Diederichs war in der Zeit von 1937 bis 1939 und von 1946 bis 1950 Berufsrennfahrer. In diesen Jahren gewann er drei Etappen der Deutschland-Rundfahrt, 1937, 1939 und 1947. 1937 wurde er zudem Dritter und 1947 Zweiter der Gesamtwertung. 1936 gewann er Rund um Dortmund, 1938 Berlin–Cottbus–Berlin und die Harzrundfahrt.
Gemeinsam mit seinem Vereinskameraden Emil Kijewski bildete Diederichs ein starkes Gespann im Zweier-Mannschaftsfahren auf der Bahn.

## Erfolge (Auszug)
- drei Etappen der Deutschland-Rundfahrt
- 1938: Berlin–Cottbus–Berlin
- 1938: Harzrundfahrt

## Teams
- 1937–1939 Phänomen
- 1947–1948 Bismarck
- 1949–1950 Dürkopp